# アレクセイ・ティホノフ
アレクセイ・ヴラジーミロヴィチ・ティホノフ（ロシア語: Алексе́й Влади́мирович Ти́хонов、1971年11月1日 - ）は、ロシア出身の男性フィギュアスケート選手。2002年ソルトレイクシティオリンピック、2006年トリノオリンピックペアロシア代表。2000年世界フィギュアスケート選手権ペアチャンピオン。パートナーはマリア・ペトロワ、川崎由紀子など。なお、ロシア語では「アリクスィェーイ・ヴラヂーミラヴィチュ・チーハナフ」が近い。

## 経歴
旧ソビエト連邦のサマーラに生まれ、4歳のときにスケートを始めた。やがてイリーナ・サイフトディノワとペアを結成し、初出場となった1989年世界ジュニア選手権では3位となったが、のちにペアは解散した。新たなパートナーを模索したが見つからず、日本へ渡る。1992年、日本の川崎由紀子とペアを結成し、日本所属選手として活動を始めた。
1992-1993年シーズン、全日本選手権で優勝。翌1993-1994年シーズンには全日本選手権で2連覇を達成し、NHK杯やネイションズ杯などの国際大会へも出場し、1994年世界選手権では15位となったが、1994年リレハンメルオリンピックにはティホノフ自身の国籍の問題もあり出場は叶わなかった。同シーズンをもって川崎由紀子とのペアを解消しロシアに帰国する。
ロシアに帰国後、新たなパートナーを模索し続けるが見つからず、タチアナ・タラソワ主催のアイスショーなどに参加を続けたが、1998年、マリア・ペトロワと新たにペアを結成し、アマチュア競技会に復帰を果たした。
ペア1シーズン目の1998-1999年シーズンからISUグランプリシリーズに参戦。いきなり表彰台の常連となり、グランプリファイナルにも進出。1999年欧州選手権では優勝を果たし、2000年欧州選手権で2連覇を達成。2000年世界選手権をも制し、強豪ペアとして注目を集めたが、2000-2001年シーズン以降はライバルの台頭もあり、世界選手権や欧州選手権などで表彰台に上ることはあってもタイトルからは遠ざかっていった。2002年ソルトレイクシティオリンピックに出場し6位、2度目のオリンピックとなった2006年トリノオリンピックでは5位に終わった。
2007年世界選手権では、怪我によりフリースケーティングを棄権。のちに引退を発表。
ペトロワとは私生活上でもパートナーである。2002年に日本のNHKで彼らに関する叙情的なドキュメンタリーが放映されたことがある。
競技引退後はロシアでアイスショーやフィギュアスケート関連のテレビ番組への出演、及び俳優として活動している。2010年2月1日、パートナーのペトロワとの間に娘が誕生した

## 主な戦績
- 戦績はマリア・ペトロワとのペア時。

| 大会/年            | 1998-99 | 1999-00 | 2000-01 | 2001-02 | 2002-03 | 2003-04 | 2004-05 | 2005-06 | 2006-07 |
| ------------------ | ------- | ------- | ------- | ------- | ------- | ------- | ------- | ------- | ------- |
| オリンピック       |         |         |         | 6       |         |         |         | 5       |         |
| 世界選手権         | 4       | 1       | 4       | 4       | 3       | 4       | 2       | 3       | 棄権    |
| 欧州選手権         | 1       | 1       | 4       | 3       | 3       | 2       | 3       | 3       | 2       |
| ロシア選手権       | 2       | 2       | 2       | 3       | 2       | 2       | 2       | 1       |         |
| GPファイナル       | 3       | 4       | 5       | 5       | 3       | 3       | 2       | 4       | 6       |
| GPロシア杯         |         | 1       |         | 2       | 2       |         |         |         | 2       |
| GPエリック杯       |         |         |         |         |         |         | 2       |         | 1       |
| GP中国杯           |         |         |         |         |         | 3       |         | 1       |         |
| GPスケートカナダ   | 2       |         | 3       |         |         |         |         | 2       |         |
| GPNHK杯            | 5       | 1       | 3       |         | 4       | 1       | 1       |         |         |
| GPスケートアメリカ |         |         |         |         |         | 2       |         |         |         |
| GPボフロスト杯     | 1       | 1       | 2       | 3       | 4       |         |         |         |         |

### 詳細
| 2006-2007 シーズン  |                                                           |          |          |          |
| 開催地              | 大会名                                                    | SP       | FP       | 結果     |
| 2007年3月19日-25日  | 2007年世界フィギュアスケート選手権（東京）                | 11 56.36 | -        | 棄権     |
| 2007年1月22日-28日  | 2007年ヨーロッパフィギュアスケート選手権（ワルシャワ）    | 2 62.22  | 2 117.39 | 2 179.61 |
| 2006年12月14日-17日 | 2006/2007 ISUグランプリファイナル（サンクトペテルブルク） | 5 56.52  | 6 98.07  | 6 154.59 |
| 2006年11月24日-26日 | ISUグランプリシリーズ ロシア杯（モスクワ）                | 2 62.28  | 1 115.75 | 2 178.03 |
| 2006年11月17日-19日 | ISUグランプリシリーズ エリック・ボンパール杯（パリ）      | 1 61.64  | 1 112.63 | 1 174.27 |

| 2005-2006 シーズン  |                                                        |         |          |          |
| 開催日              | 大会名                                                 | SP      | FP       | 結果     |
| 2006年3月19日-26日  | 2006年世界フィギュアスケート選手権（カルガリー）       | 3 63.04 | 2 123.18 | 3 186.22 |
| 2006年2月10日-26日  | トリノオリンピック（トリノ）                           | 3 64.27 | 6 117.42 | 5 181.69 |
| 2006年1月17日-22日  | 2006年ヨーロッパフィギュアスケート選手権（リヨン）     | 2 66.07 | 3 120.97 | 3 187.04 |
| 2005年12月16日-18日 | 2005/2006 ISUグランプリファイナル（東京）              | 2 62.10 | 4 116.00 | 4 178.10 |
| 2005年11月3日-6日   | ISUグランプリシリーズ 中国杯（北京）                   | 1 62.76 | 1 122.62 | 1 185.38 |
| 2005年10月27日-30日 | ISUグランプリシリーズ スケートカナダ（セントジョンズ） | 2 60.10 | 2 114.04 | 2 174.14 |

| 2004-2005 シーズン  |                                                      |         |          |          |
| 開催日              | 大会名                                               | SP      | FP       | 結果     |
| 2005年3月14日-20日  | 2005年世界フィギュアスケート選手権（モスクワ）       | 2 66.94 | 2 121.27 | 2 188.21 |
| 2005年1月25日-30日  | 2005年ヨーロッパフィギュアスケート選手権（トリノ）   | 3 63.15 | 3 112.74 | 3 175.89 |
| 2004年12月16日-19日 | 2004/2005 ISUグランプリファイナル（北京）            | 2 67.42 | 2 119.90 | 2 187.32 |
| 2004年11月19日-21日 | ISUグランプリシリーズ エリック・ボンパール杯（パリ） | 2 65.76 | 3 113.76 | 2 179.52 |
| 2004年11月4日-7日   | ISUグランプリシリーズ NHK杯（名古屋）                | 1 66.44 | 1 121.12 | 1 187.56 |

| 2003-2004 シーズン  |                                                           |         |          |          |
| 開催日              | 大会名                                                    | SP      | FP       | 結果     |
| 2004年3月22日-28日  | 2004年世界フィギュアスケート選手権（ドルトムント）        | 2       | 4        | 4        |
| 2004年2月2日-8日    | 2004年ヨーロッパフィギュアスケート選手権（ブダペスト）    | 2       | 2        | 2        |
| 2003年12月11日-14日 | 2003/2004 ISUグランプリファイナル（コロラドスプリングス） | 3 56.32 | 4 110.44 | 3 166.76 |
| 2003年11月27日-30日 | ISUグランプリシリーズ NHK杯（旭川）                       | 1 63.24 | 1 118.72 | 1 181.96 |
| 2003年11月6日-9日   | ISUグランプリシリーズ 中国杯（北京）                      | 3 57.92 | 3 107.66 | 3 165.58 |
| 2003年10月23日-26日 | ISUグランプリシリーズ スケートアメリカ（レディング）      | 2 64.94 | 1 119.98 | 2 184.92 |

| 2002-2003 シーズン     |                                                          |    |    |      |
| 開催日                 | 大会名                                                   | SP | FP | 結果 |
| 2003年3月24日-30日     | 2003年世界フィギュアスケート選手権（ワシントンD.C.）     | 3  | 3  | 3    |
| 2003年1月20日-26日     | 2003年ヨーロッパフィギュアスケート選手権（マルメ）       | 1  | 3  | 3    |
| 2002年11月28日-12月1日 | ISUグランプリシリーズ NHK杯（京都）                      | 3  | 4  | 4    |
| 2002年11月22日-24日    | ISUグランプリシリーズ ロシア杯（モスクワ）               | 2  | 2  | 2    |
| 2002年11月8日-10日     | ISUグランプリシリーズ ボフロスト杯（ゲルゼンキルヒェン） | 2  | 4  | 4    |